# Herrensitz Aspachhof
Der Herrensitz Aspachhof ist ein früherer Adelssitz in Aspachhof, einem Gemeindeteil der Stadt Uffenheim im Landkreis Neustadt an der Aisch-Bad Windsheim (Mittelfranken, Bayern).

## Geschichte
Der Ort wurde 832 als „Asgbah“ erstmals erwähnt. Ein Herrensitz ist seit dem 15. Jahrhundert bezeugt. Während des Dreißigjährigen Krieges wurde das Anwesen verwüstet. Die Liegenschaften mussten recht stattlich gewesen sein, da es im Jahr 1671 im devastierten Zustand für 2500 Taler und 100 Dukaten verkauft werden konnte. 1706 gelangte das Rittergut samt Zugehörungen für 13.000 Gulden und 30 Dukaten an Georg Holzschuher. 1707 wurde das Schloss neu erbaut., 1856 aufgestockt. Seit 1902 wird das Anwesen von der Familie Streng zur Saatzucht genutzt, der heutigen Saatzucht Streng-Engelen GmbH & Co. KG.

## Baubeschreibung
Das Herrensitz ist in der Liste der Baudenkmäler in Uffenheim (Aktennummer D-5-75-168-95) folgendermaßen beschrieben:
- Herrenhaus: nördlicher Teil einer Vierseithofanlage, dreieinhalbgeschossiger Satteldachbau, massiv, Erdgeschoss Muschelkalkquader, Obergeschosse mit Schilfsandstein- und Putzgliederung, Treppengiebel, 1707–1744, 1856 aufgestockt
- Torpfeiler     Genutet mit Kugelbesatz, 18. Jahrhundert
- Wirtschaftsgebäude     Massive, eingeschossige Wirtschaftsgebäude mit Satteldach, teils mit Treppengiebel, Osttrakt mit Dachreiter, 19. Jahrhundert